# Edwyn Owen
Edwyn Robert "Bob" Owen, född 8 juni 1936 i Minneapolis, död 5 oktober 2007 i Topeka i Kansas, var en amerikansk ishockeyspelare. Owen blev olympisk guldmedaljör i ishockey vid vinterspelen 1960 i Squaw Valley.